# КК Даниловград
КК Даниловград је црногорски кошаркашки клуб из Даниловграда. У сезони 2024/25. клуб се такмичи у Првој лиги Црне Горе. До 2006. је играо у оквиру лигашког система Србије и Црне Горе. Највећи успеси клуба остварени су у 2009. када је тим достигао полуфинале Лиге и Купа Црне Горе.